# Contea di Nanfeng
La contea di Nanfeng (南丰县S, Nánfēng XiànP) è una contea della Cina, situata nella provincia di Jiangxi e amministrata dalla prefettura di Fuzhou.